# Lapiaz

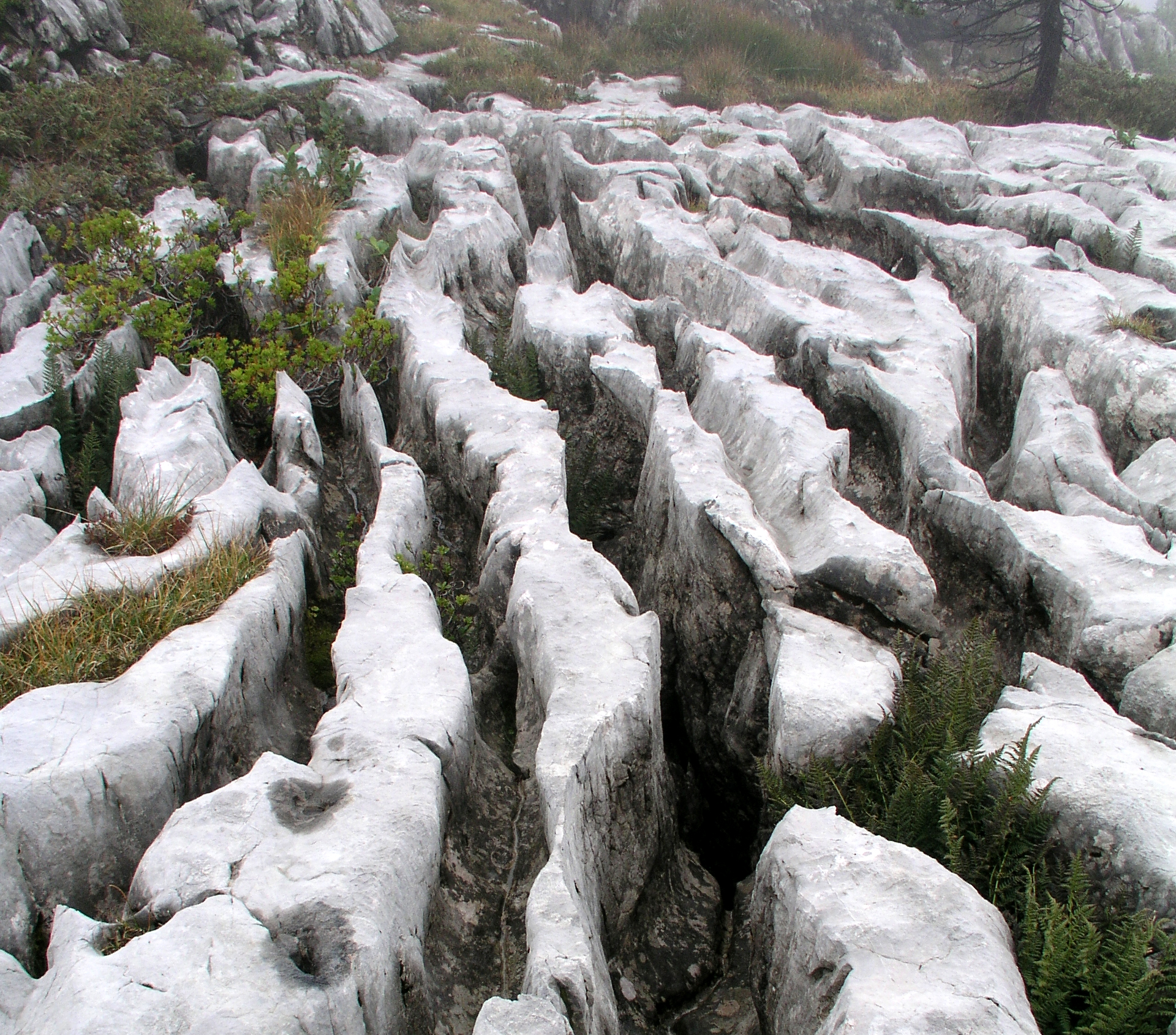
Lapiés d'Innerbergli : quand le végétal s'accroche au minéral. Présence de sillons de dissolution dont le fond est colmaté par des argiles de décarbonatation qui, en retenant l'eau, ont favorisé la colonisation de végétation dans les rigoles (Habkern, Berne, Suisse). Le dissous dans l'eau est l'agent principal de la dissolution des carbonates, même si d'autres acides interviennent.

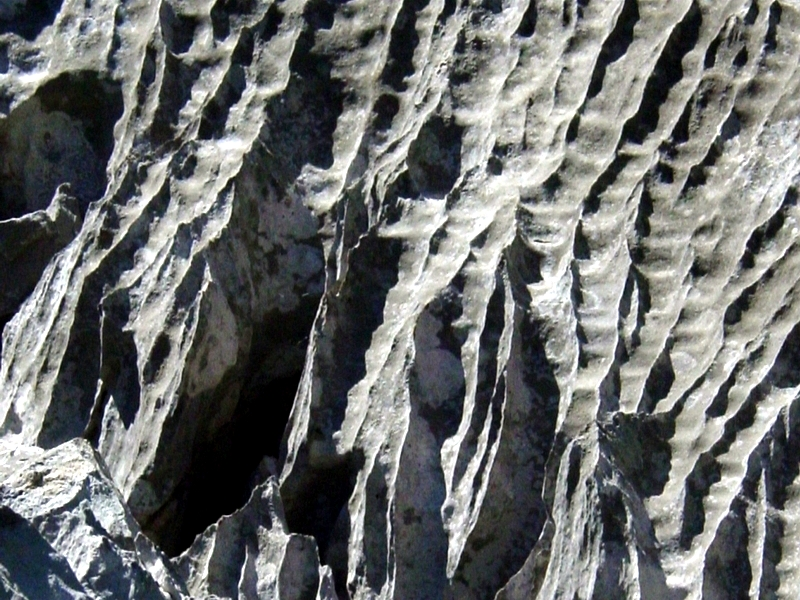
Lapiés à empreintes de pas, de type, se formant au croisement de diaclases.

Le lapiaz (aussi appelé lapié, lapiez, lapiés, lapiès ou Karren, mot d'origine jurassienne issu du latin lapis, « pierre »), est une formation rocheuse karstique de surface dans les roches carbonatées (roches calcaires et dolomitiques), créée par la dissolution des carbonates sous l'action des eaux de ruissellement chargées en dioxyde de carbone CO2 (eaux de pluie ou de la fonte des neiges) et sous l'effet de la cryoclastie. Les rainures ou fentes résultant de cette dissolution des roches calcaires en surface sont séparées par des arêtes plus ou moins vives.
Le relief ruiniforme est un « méga-lapiaz » surcreusé, tels le chaos de Montpellier-le-Vieux ou de Nîmes-le-Vieux.

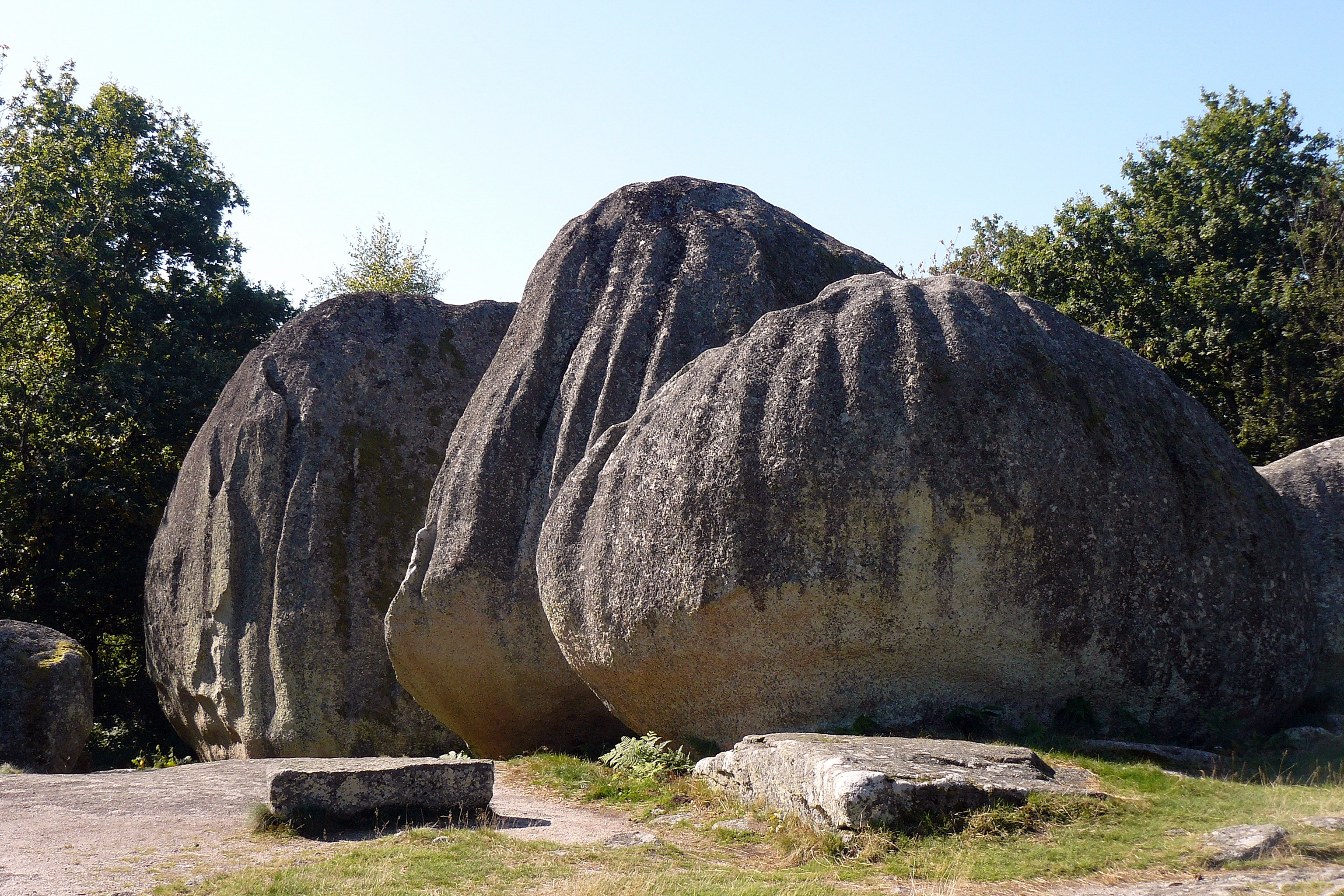
Les Pierres Jaumâtres présentent des pseudokarren qui prennent la forme de rainures de dissolution par ruissellement.

Les pseudo-lapiès ou pseudokarren sont des formes pseudokarstiques qui se développent dans les roches magmatiques et métamorphiques. Analogues aux lapiès structuraux dégagés dans les roches carbonatées, elles exploitent les lignes de faiblesse de ces roches (élargissement de leurs plans de schistosité, de leurs cannelures, de leurs joints ou de leurs diaclases), l'érosion donnant des microformes (rainures, cannelures) ou prédisposant au dégagement des reliefs ruiniformes souvent associés aux tors et chaos de blocs.

## Caractéristiques
Ce type de géomorphologie déchiquetée, aux aspérités coupantes lorsqu'il s'agit de calcaire dur, est sillonné de nombreuses rigoles, fissures et crevasses de taille variable, dont certaines peuvent atteindre plusieurs mètres. D'autres structures se distinguent : les vasques et les arches.
La roche est également souvent perforée, donnant à voir en surface les mécanismes karstiques qui président ailleurs au creusement des grottes, avens, scialets et autres cavités naturelles.
Les sillons de dissolution parallèles ou entrecroisés et parfois profonds, se groupent souvent en champs de lapiés dont la diversité s'explique « par de nombreux facteurs comme la pente du terrain calcaire, la lithologie, la structure et la texture de la roche calcaire, la nature de la réaction chimique, la nature, le total et la répartition des précipitations (neige ou pluie), la présence ou non d'une couverture pédologique et végétale (et sa nature), enfin le temps d'exposition du calcaire aux phénomènes climatiques ».
Les sillons sont de deux types :
- les rigoles, suivant la ligne de la pente, rectilignes ou sinueuses,
- les crevasses (ou laizines), qui sont un approfondissement des fissures et qui se recoupent, découpant la roche en blocs.

Selon la couverture, le lapiaz peut être :
- mis à nu par les glaciers, subaériens, formés le plus souvent de rigoles parallèles et étroites avec arêtes aiguës,
- couverts par des dépôts postérieurs (humus, sol récent…) qui peuvent laisser émerger les arêtes émoussées et fossiliser les sillons,
- découverts, issus des lapiés couverts mais ayant perdu leur couverture de sol par érosion.

Selon le degré de fissuration, le lapiaz peut être :
- jeune ou peu évolué (dalle calcaire encore visible)
- mature ou évolué (dalle calcaire disparue)[N 2]

## Autres dénominations
Dans certaines régions, le terme de lapiaz se substitue parfois à un mot de la langue locale, comme la cairissa languedocienne.
Dérivés : lapiazé, lapiez, lapiés.

## Localisation
Des formations semblables se trouvent dans beaucoup de régions karstiques de l'Europe et d'autres continents.

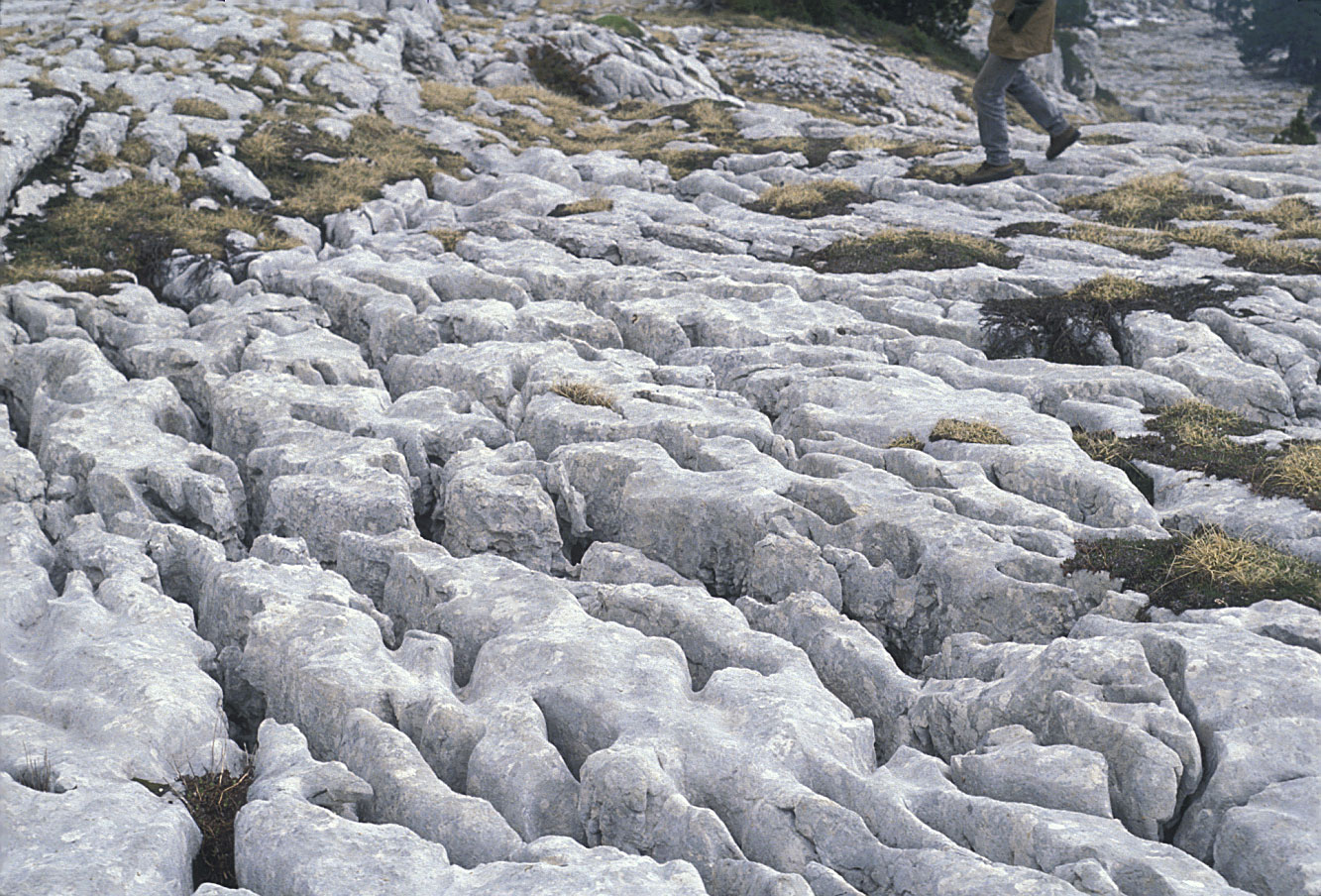
Dent de Crolles, massif de la Chartreuse, chaînes alpines françaises.
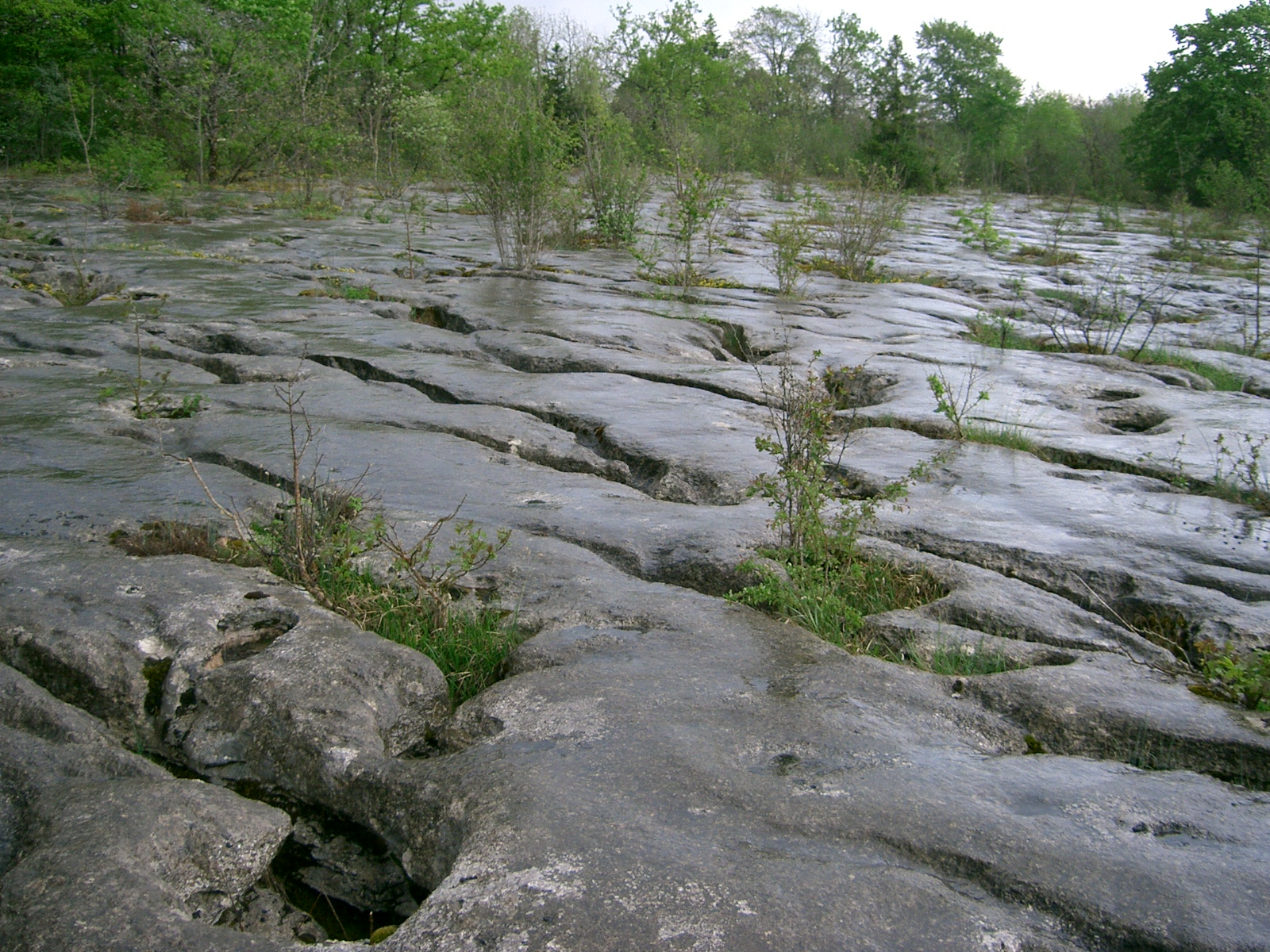
Loulle dans le Jura, en France[N 3].
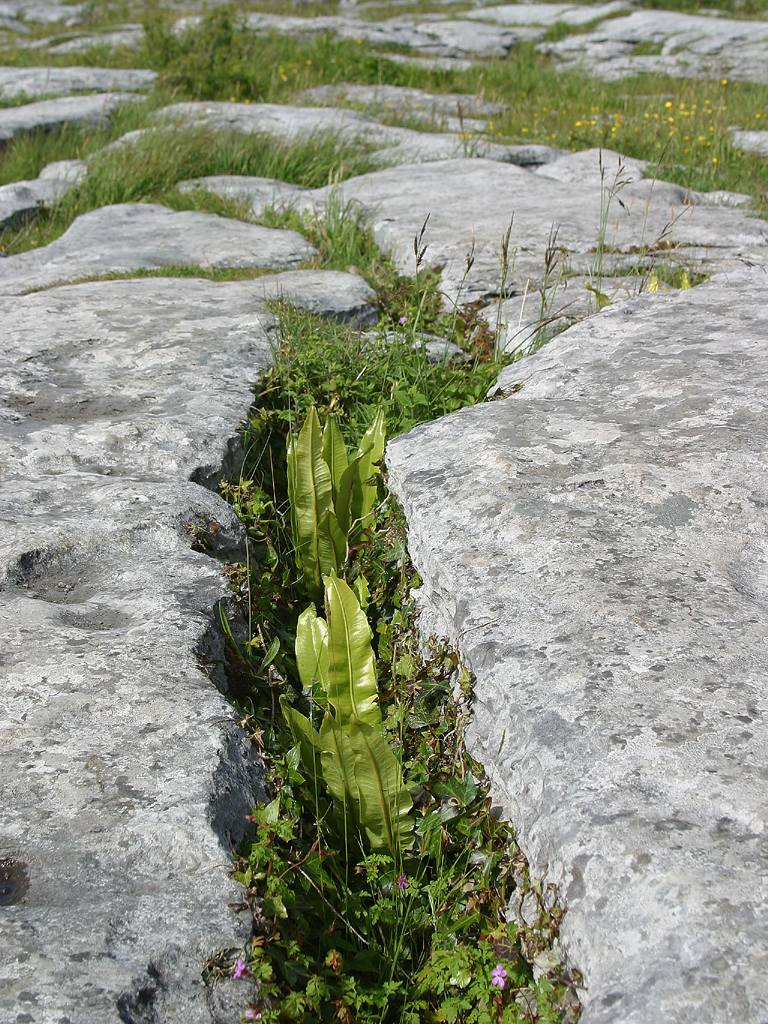
Le Burren, dans le nord-ouest du comté de Clare, en Irlande.
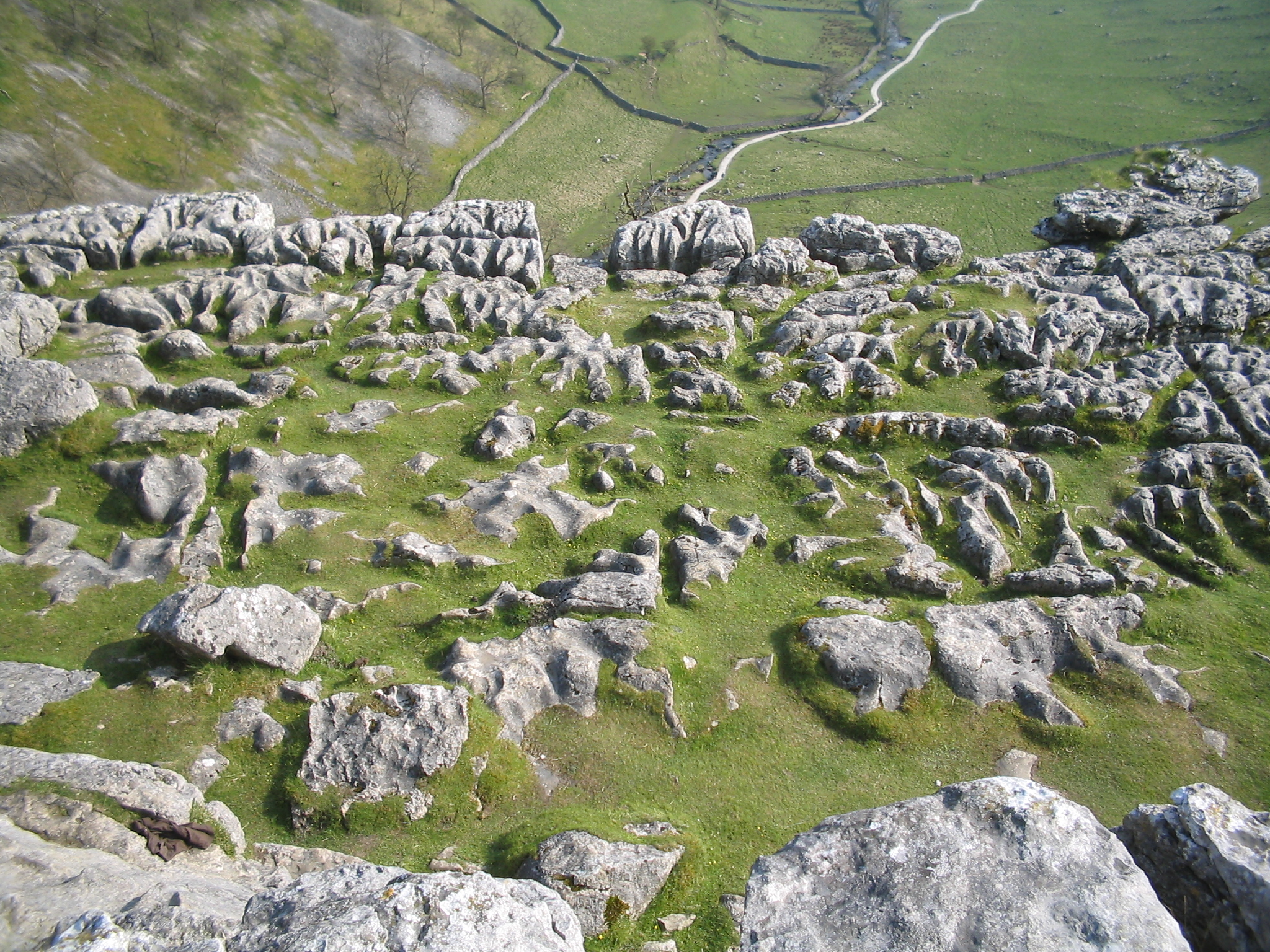
Lapiaz à Malham Cove au Yorkshire Dales dans le Yorkshire du Nord, en Angleterre.
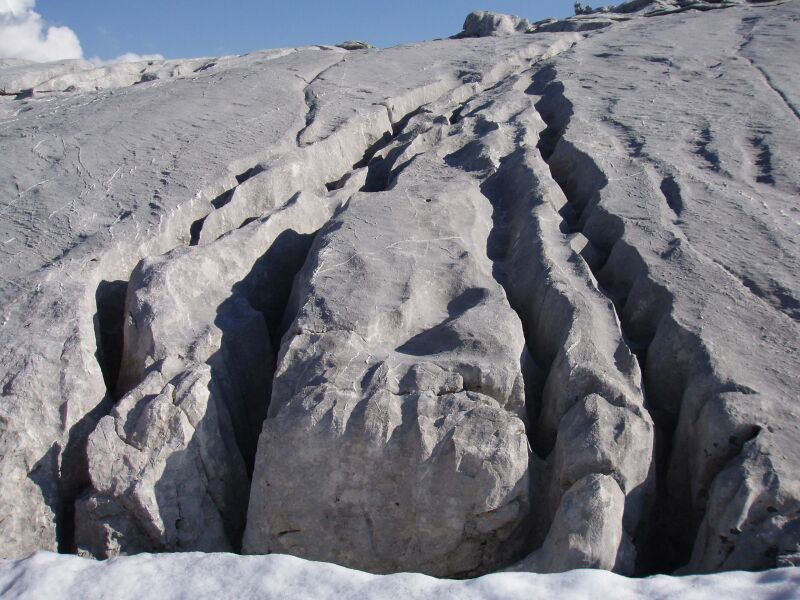
Silberen dans le canton de Schwytz en Suisse.
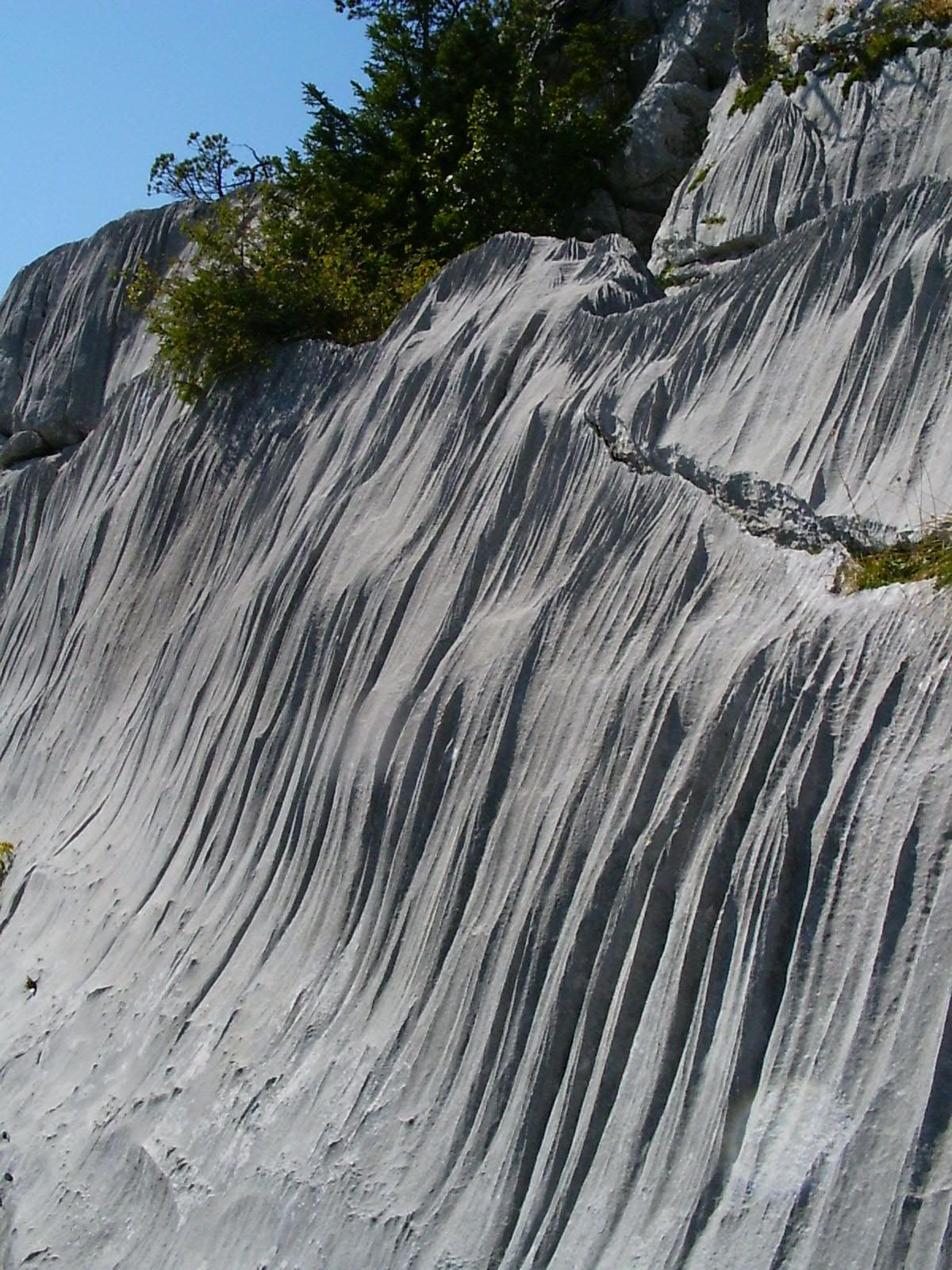
Crête au-dessus du plateau des Glières, en France.
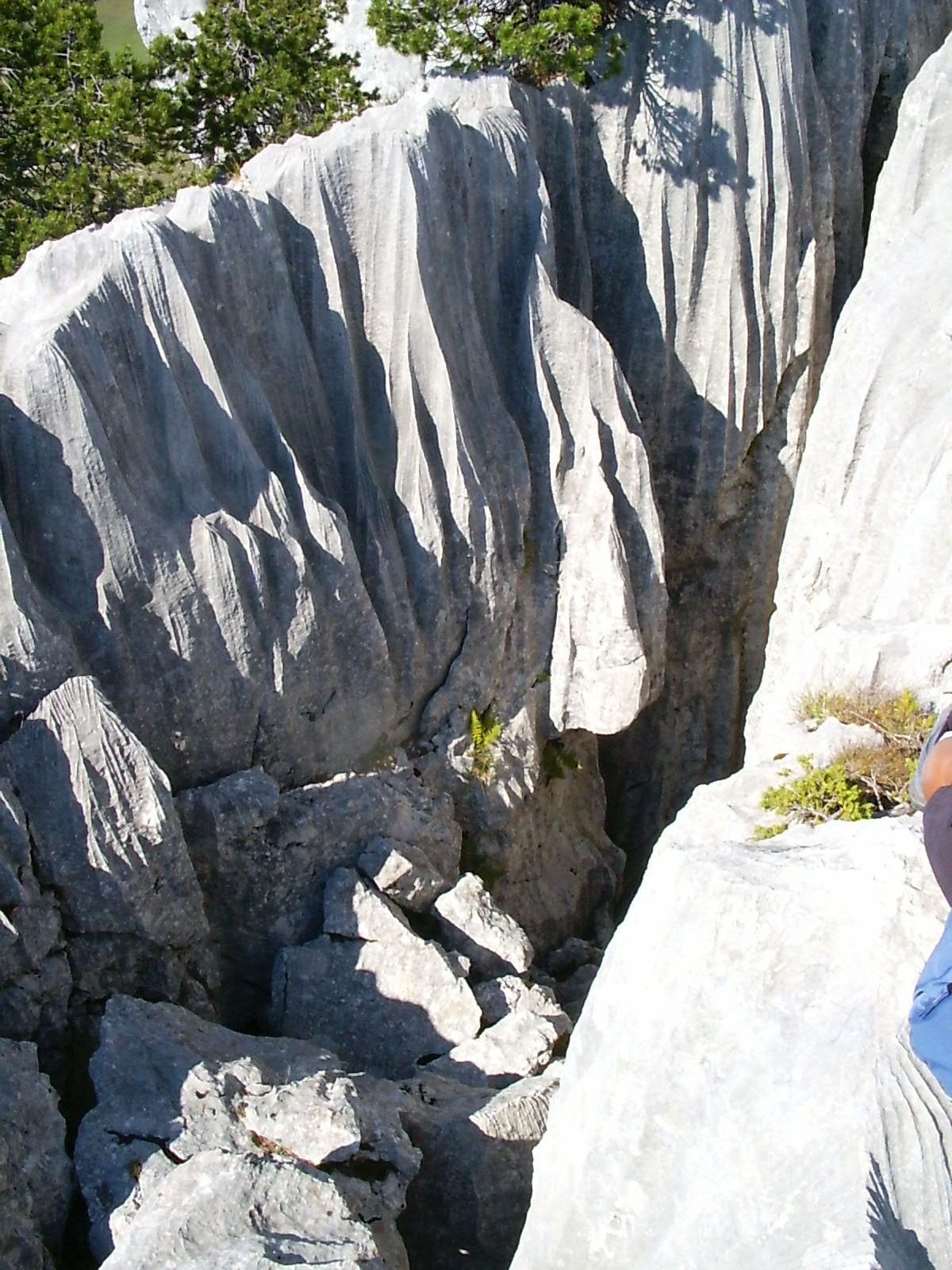
Crête au-dessus du plateau des Glières, en France.
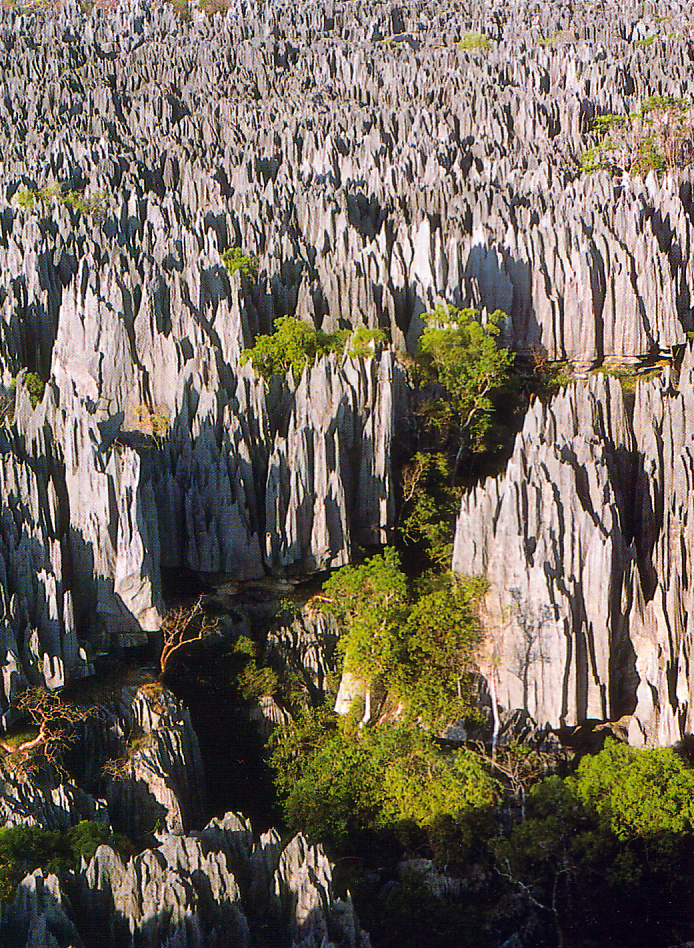
Lapiaz dans la Réserve naturelle du Tsingy de Bemaraha à Madagascar.
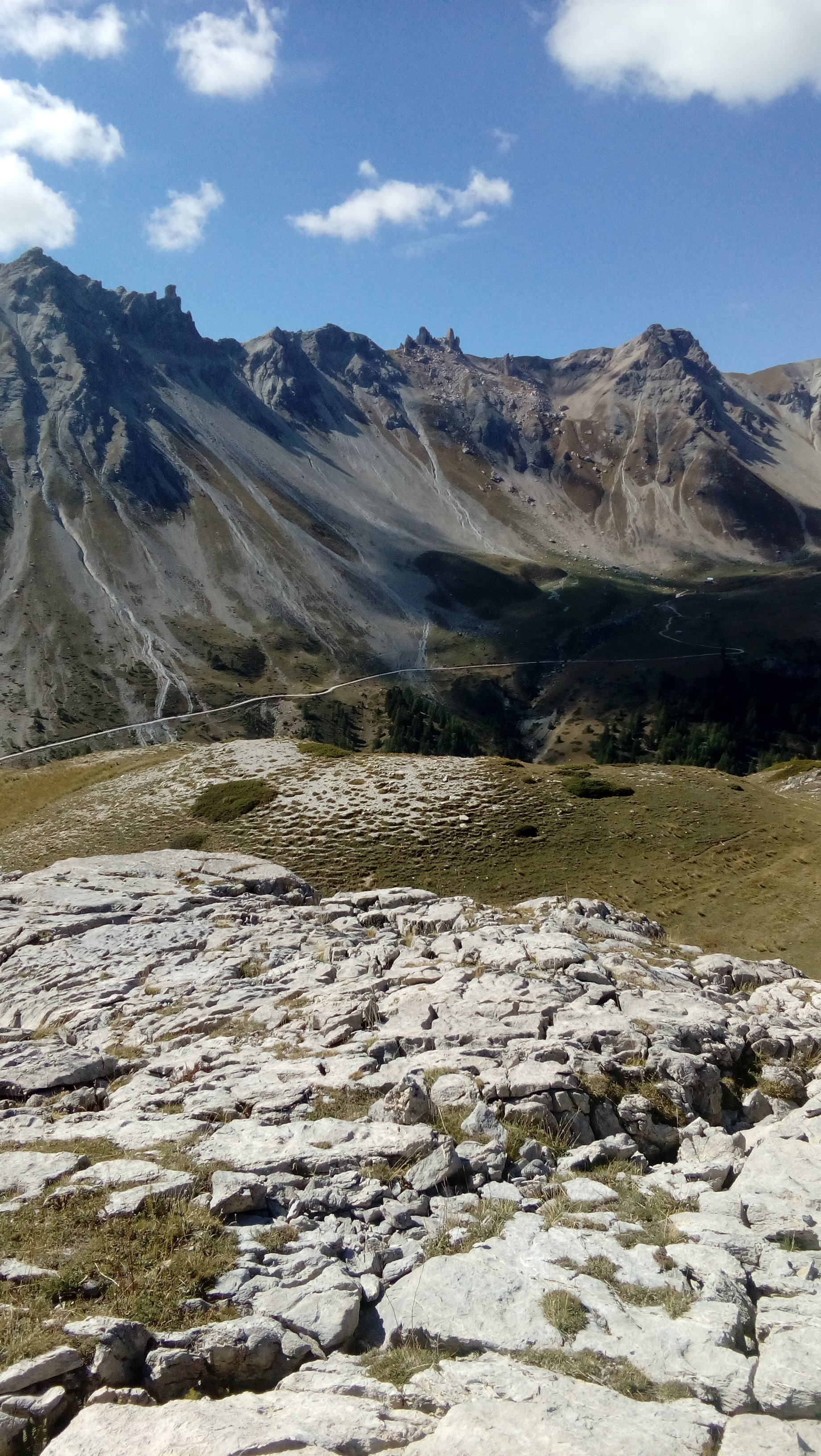
Lapiaz dit "Rocher Blanc" à Villar-Saint-Pancrace (Hautes-Alpes, France).
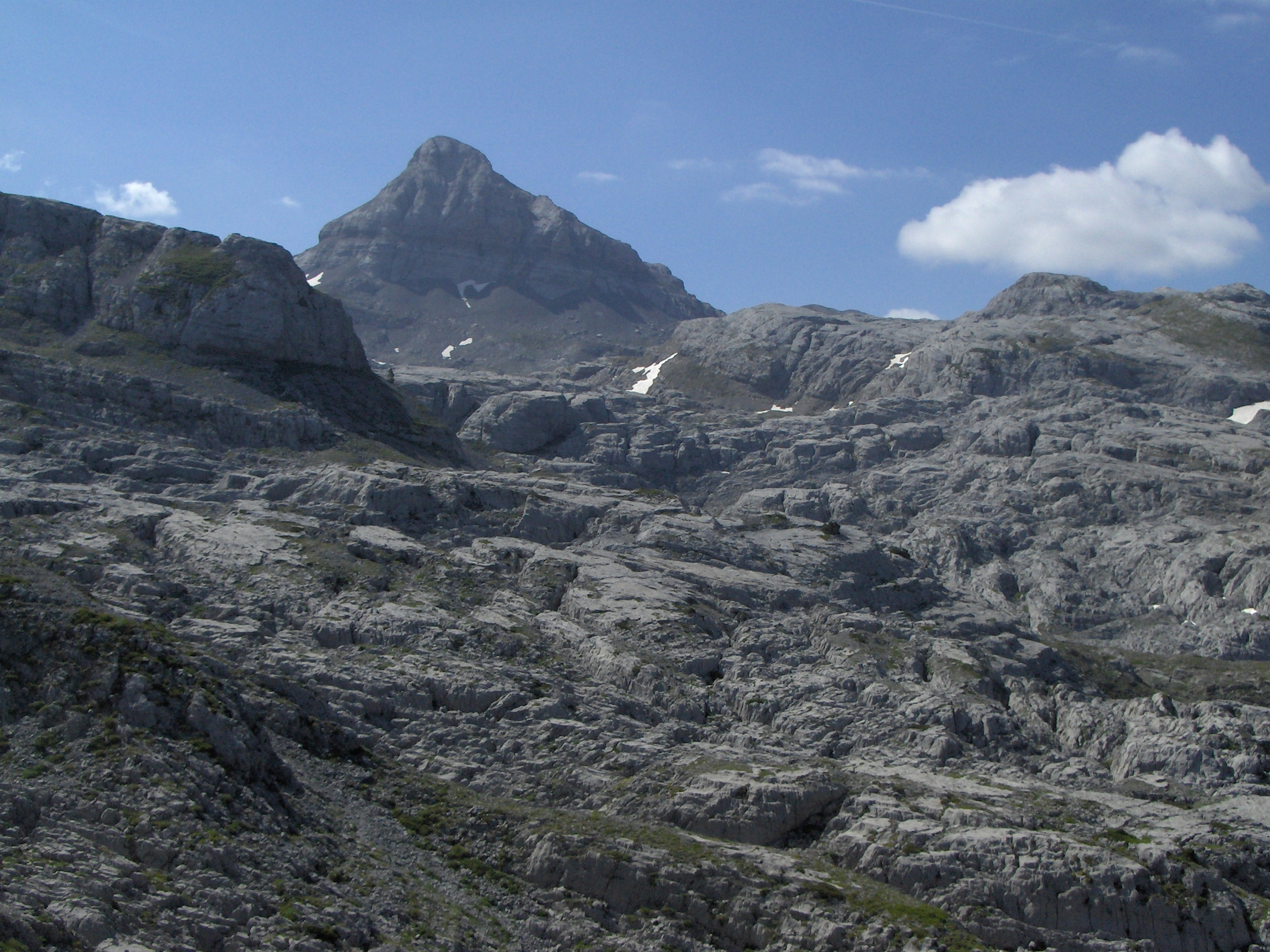
Le lapiaz de la Pierre Saint Martin (Pyrénées-Atlantiques), l'un des plus grands lapiaz de France[5].
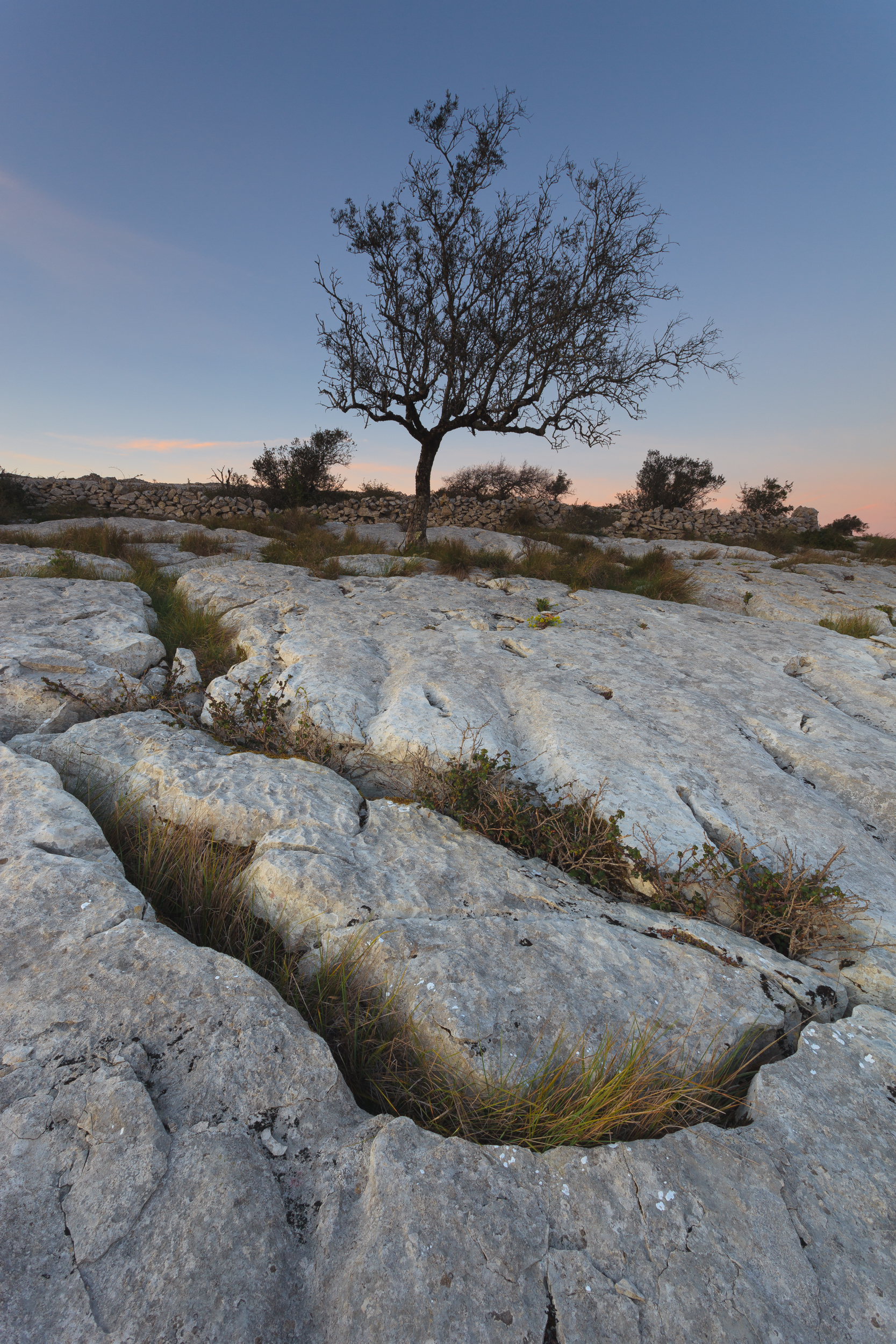
Lapiaz au Portugal dans le Parc naturel des Serras de Aire et Candeeiros.

Le désert de Platé, ou encore Sur les Truex entre la tour de Mayen et la tour de Famelon près de Leysin dans le canton de Vaud en Suisse, sont d'autres exemples de lapiaz remarquables.